# (34287) 2000 QG147
2000 QG147 (asteroide 34287) é um asteroide da cintura principal. Possui uma excentricidade de 0.11115390 e uma inclinação de 11.64695º.
Este asteroide foi descoberto no dia 31 de agosto de 2000 por LINEAR em Socorro.